# 圣安娜-迪曼盖拉
圣安娜-迪曼盖拉是巴西帕拉伊巴州的一个市镇。总面积402.151平方公里，总人口5235人，人口密度13人/平方公里。